# Amalia von Sachsen (1436–1501)

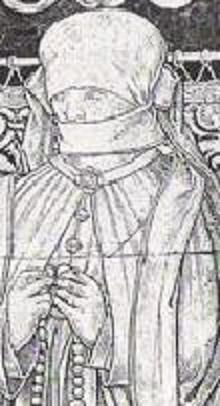
Amalia von Sachsen, Herzogin von Bayern-Landshut, Herrin auf Rochlitz

Amalia von Sachsen (* 4. April 1436 in Meißen; † 19. November 1501 in Rochlitz) war eine Prinzessin von Sachsen und durch Heirat von 21. Februar 1452 bis 18. Jänner 1479 Herzogin von Bayern-Landshut.

## Leben
Amalia war das älteste der Kinder des Kurfürsten Friedrich II. von Sachsen (1412–1464) aus dessen Ehe mit Margarete (1416/7–1486), Tochter des Herzogs Ernst von Österreich.
Amalia heiratete am 21. März 1452 in Landshut Herzog Ludwig IX. von Bayern-Landshut (1417–1479). Wie später auch die Hochzeit des Sohnes, wurde die Vermählung, zu der 22.000 Gäste geladen waren, mit großen Aufwand begangen. 1451/52 war für die Braut und ihr Gefolge das Frauenzimmer im Westflügel der Burg Trausnitz als herzogliche Hauptresidenz aufgestockt worden. 1463 erhielt Amalia von ihrem Gemahl Schloss Burghausen als Wohnstätte zugewiesen, wofür er auch eine umfangreiche und strenge Hofordnung erließ. Amalia gilt als eine der Stifterinnen der Heiliggeistkirche in Burghausen.
Nach dem Tod ihres Mannes verließ Amalia Bayern wieder. Aus der Abfindung für ihr Witwengut erhielt sie von ihrem Sohn jährlich 800 rheinische Goldgulden. Amalia erwarb davon von ihren Brüdern Amt und Schloss Rochlitz, wo sie mit großem Hofstaat lebte und auch die Schlosskapelle umbauen ließ. Dort wurde auch die äußerst kostbare Reliquiensammlung der Herzogin verwahrt. In die Residenzzeit Amalias fällt auch der Neubau der Petrikirche in Rochlitz. Amalies Bauperiode in Rochlitz stellt im Wesentlichen den Umbau der Anlage von einer Burg zu einem Schloss dar, die Stadt erlebte unter Amalia eine Blütezeit.
Die Herzogin ist im Dom von Meißen bestattet.

## Nachkommen

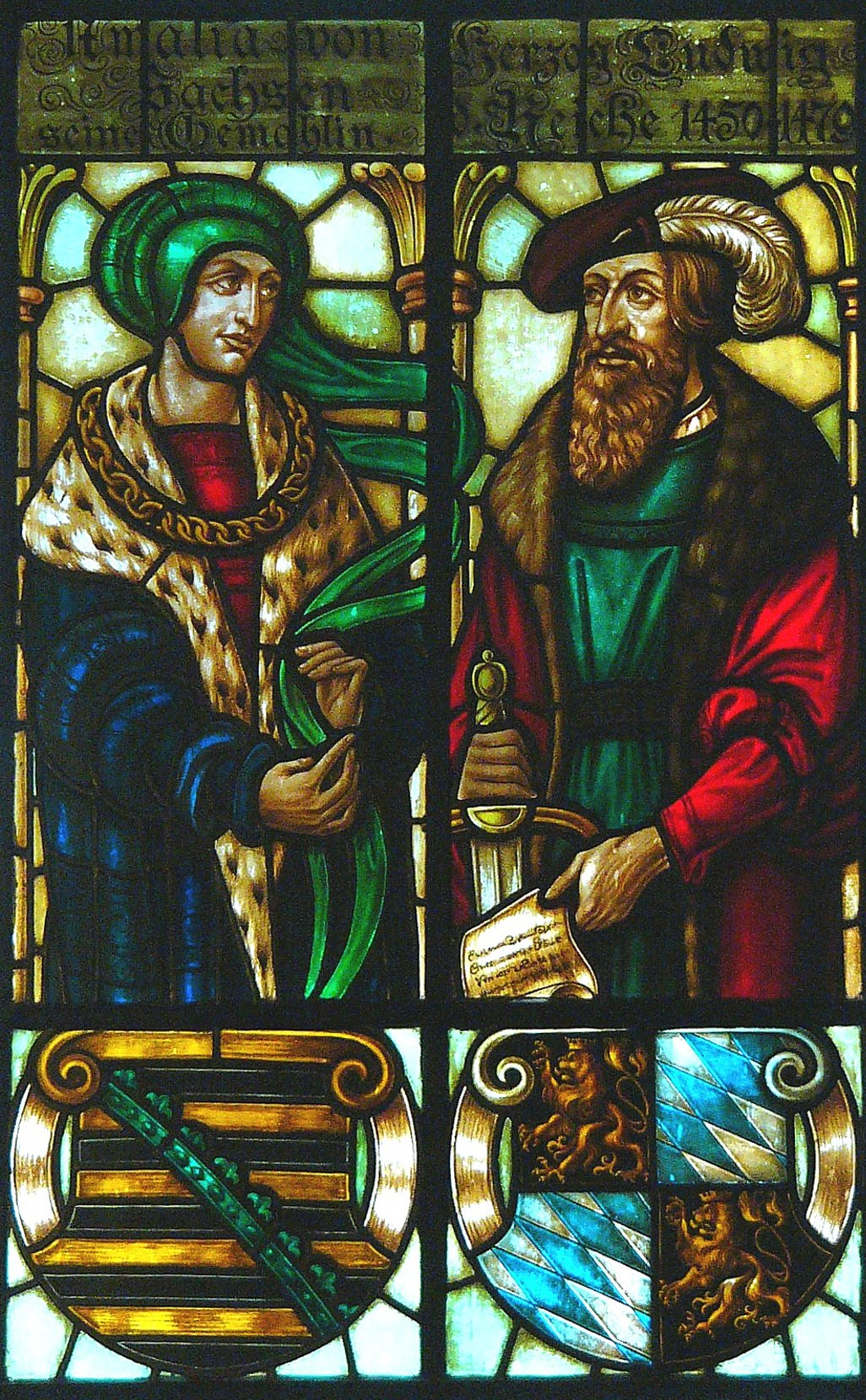
Amalia von Sachsen und Ludwig IX. (Bayern) in einem Fenster des Landshuter Rathauses

Aus ihrer Ehe mit Ludwig hatte Amalia folgende Kinder:
- Elisabeth (1452–1457)
- Georg der Reiche (1455–1503), Herzog von Bayern-Landshut

⚭ 1475 Prinzessin Hedwig von Polen (1457–1502)
- Margarete (1456–1501)

⚭ Kurfürst Philipp der Aufrichtige von der Pfalz (1448–1508)
- Anna (*/† 1462).

## Vorfahren
| Ahnentafel Amalia von Sachsen | Ahnentafel Amalia von Sachsen                                                                        | Ahnentafel Amalia von Sachsen                                                                        | Ahnentafel Amalia von Sachsen                                                                        | Ahnentafel Amalia von Sachsen                                                                        | Ahnentafel Amalia von Sachsen                                                       | Ahnentafel Amalia von Sachsen                                                     | Ahnentafel Amalia von Sachsen                                                     | Ahnentafel Amalia von Sachsen                                                     |
| ----------------------------- | --- | --- | --- | --- | ----------------------------------------------------------------------------------- | --------------------------------------------------------------------------------- | --------------------------------------------------------------------------------- | --------------------------------------------------------------------------------- |
| Ururgroßeltern                | Markgraf Friedrich II. (1310–1349) ⚭ 1328 Mathilde von Bayern (1313–1346)                            | Heinrich VIII. von Henneberg-Schleusingen Jutta von Brandenburg                                      | Herzog Magnus II. (1324–1373) Katharina von Anhalt-Bernburg                                          | Wartislaw VI. (1345–1394) ⚭ 1363 Anna von Mecklenburg-Stargard                                       | Herzog Albrecht II. von Österreich (1298–1358) ⚭ 1324 Johanna von Pfirt (1300–1351) | Bernabò Visconti (1323–1385) ⚭ 1350 Beatrice della Scala (–1384)                  | ?                                                                                 | Algirdas (1296–1377) ⚭ um 1350 Juliana Aleksandrovna Tverskaja (~1330–~1392)      |
| Urgroßeltern                  | Markgraf Friedrich III. (1332–1381) ⚭ 1346 Katharina von Henneberg (1334–1397)                       | Markgraf Friedrich III. (1332–1381) ⚭ 1346 Katharina von Henneberg (1334–1397)                       | Herzog Heinrich I. zu Braunschweig-Lüneburg (1355–1416) Sophie von Pommern (1370–1406)               | Herzog Heinrich I. zu Braunschweig-Lüneburg (1355–1416) Sophie von Pommern (1370–1406)               | Herzog Leopold III. (1351–1386) ⚭ 1365 Viridis Visconti von Mailand (1350–1414)     | Herzog Leopold III. (1351–1386) ⚭ 1365 Viridis Visconti von Mailand (1350–1414)   | Ziemowit IV. Alexandra von Litauen                                                | Ziemowit IV. Alexandra von Litauen                                                |
| Großeltern                    | Kurfürst Friedrich I. von Sachsen (1370–1428) ⚭ 1402 Katharina von Braunschweig-Lüneburg (1395–1442) | Kurfürst Friedrich I. von Sachsen (1370–1428) ⚭ 1402 Katharina von Braunschweig-Lüneburg (1395–1442) | Kurfürst Friedrich I. von Sachsen (1370–1428) ⚭ 1402 Katharina von Braunschweig-Lüneburg (1395–1442) | Kurfürst Friedrich I. von Sachsen (1370–1428) ⚭ 1402 Katharina von Braunschweig-Lüneburg (1395–1442) | Herzog Ernst der Eiserne (1377–1424) ⚭ 1412 Cimburgis von Masowien (1394/97–1429)   | Herzog Ernst der Eiserne (1377–1424) ⚭ 1412 Cimburgis von Masowien (1394/97–1429) | Herzog Ernst der Eiserne (1377–1424) ⚭ 1412 Cimburgis von Masowien (1394/97–1429) | Herzog Ernst der Eiserne (1377–1424) ⚭ 1412 Cimburgis von Masowien (1394/97–1429) |
| Eltern                        | Kurfürst Friedrich II. (1412–1464) ⚭ 1431 Margaretha von Österreich (1416–1486)                      | Kurfürst Friedrich II. (1412–1464) ⚭ 1431 Margaretha von Österreich (1416–1486)                      | Kurfürst Friedrich II. (1412–1464) ⚭ 1431 Margaretha von Österreich (1416–1486)                      | Kurfürst Friedrich II. (1412–1464) ⚭ 1431 Margaretha von Österreich (1416–1486)                      | Kurfürst Friedrich II. (1412–1464) ⚭ 1431 Margaretha von Österreich (1416–1486)     | Kurfürst Friedrich II. (1412–1464) ⚭ 1431 Margaretha von Österreich (1416–1486)   | Kurfürst Friedrich II. (1412–1464) ⚭ 1431 Margaretha von Österreich (1416–1486)   | Kurfürst Friedrich II. (1412–1464) ⚭ 1431 Margaretha von Österreich (1416–1486)   |
| Amalia von Sachsen            | | | | |                                                                                     |                                                                                   |                                                                                   |                                                                                   |

## Nachweise
1. ↑  Biersack 2005, hier S. 39ff.